# Marian Słowiński

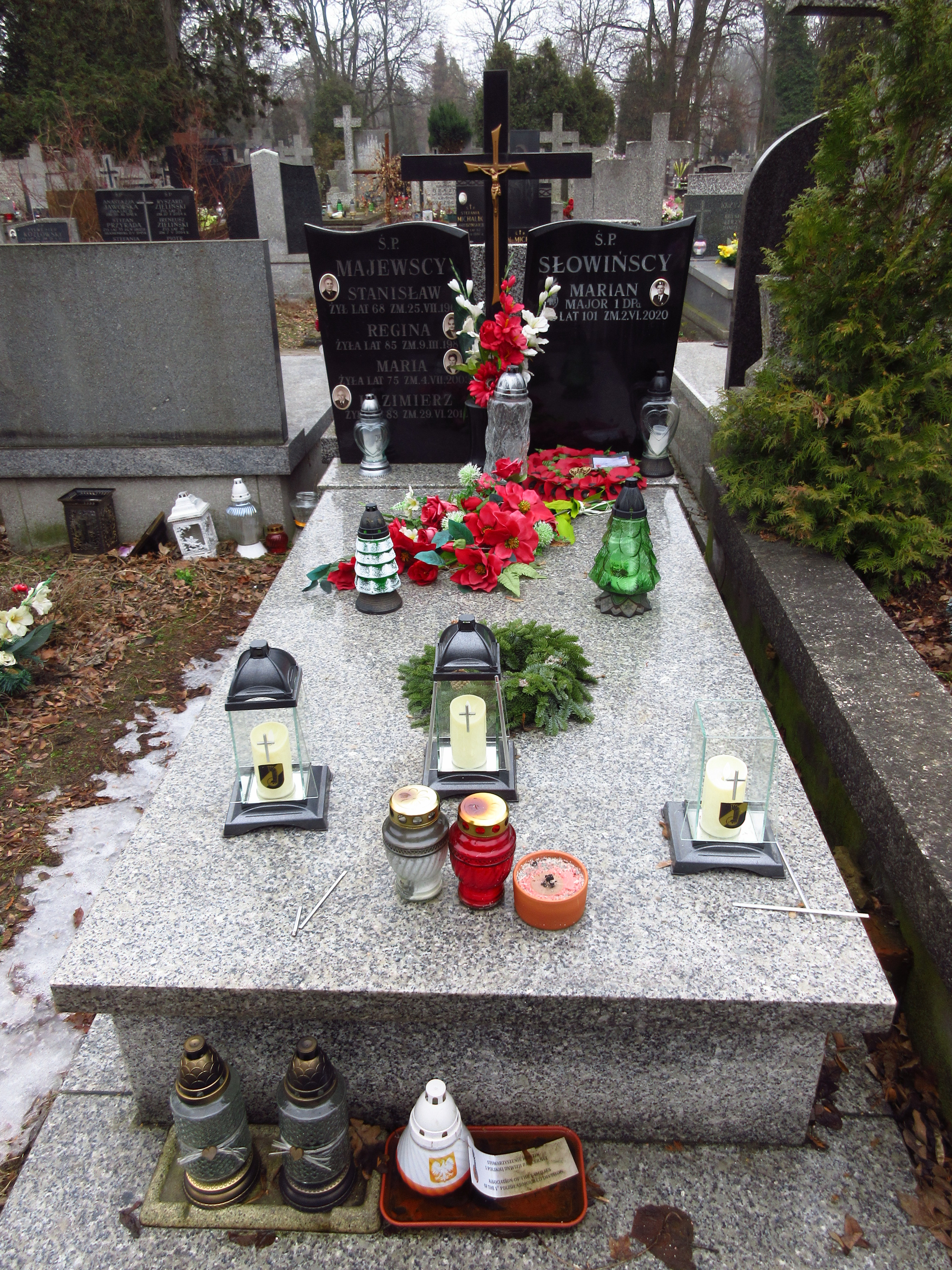
Grób majora Mariana Słowińskiego na cmentarzu Bródnowskim

Marian Bogdan Słowiński (ur. 8 maja 1919 w Inowrocławiu, zm. 2 czerwca 2020) – major Wojska Polskiego, uczestnik kampanii wrześniowej 1939.

## Życiorys
Urodził się 8 maja 1919 w Inowrocławiu. W tym mieście skończył szkołę powszechną i wydziałową. W latach 1934–37 uczęszczał do Szkoły Podoficerów Piechoty dla Małoletnich Nr 1 w Koninie. Do początku września 1939 służył w 8. kompanii szkolnej w 67 pułku piechoty w Brodnicy. 
W połowie września 1939 skierowano go do Rzeszowa, na stanowisko instruktora w 167 Rezerwowym pułku piechoty. Stamtąd ewakuował się na Węgry. Do 4 kwietnia 1940 przebywał w węgierskim obozie dla internowanych w Érsekújvár, skąd uciekł do Francji. Dostał tam przydział do polskiego wojska. Przeszedł szkolenie przeciwpancerne i pod francuskim dowództwem brał udział w walkach pod Verdun. Następnie przedostał się do Wielkiej Brytanii na pokładzie polskiego okrętu. Do 1944 stacjonował w Liverpoolu, Crawford i Dundee, służąc w 65 Batalionie Czołgów, a następnie w 1 Pułku Pancernym.
W szeregach 1 Dywizji Pancernej generała Stanisława Maczka wziął udział w lądowaniu w Normandii i w walkach na linii Chambois-Falaise, wyzwalaniu Belgii i Holandii (w tym Bredy). Szlak bojowy zakończył pod Wilhelmshaven w Niemczech. Następnie do 1947 przebywał w Hanowerze i w tym roku wrócił do Polski. 
Od 1959 pracował w ambasadzie kanadyjskiej w Warszawie – najpierw jako kierowca, potem jako kierownik działu administracyjnego. W 1984 przeszedł na emeryturę. Działał w wielu stowarzyszeniach kombatantów, w tym w warszawskim kole byłych żołnierzy 1 Dywizji Pancernej gen. Stanisława Maczka. 
Zmarł 2 czerwca 2020 w wieku 101 lat. Pochowany na cmentarzu Bródnowskim (kwatera 30F-2-3).

## Ordery i odznaczenia
- Krzyż Oficerski Orderu Odrodzenia Polski – 9 listopada 2007 za wybitne zasługi dla niepodległości Rzeczypospolitej Polskiej[4]
- Krzyż Kawalerski Orderu Odrodzenia Polski – 30 czerwca 2000 za wybitne zasługi w działalności kombatanckiej i społecznej[5]
- Krzyż Czynu Bojowego Polskich Sił Zbrojnych na Zachodzie z klamrami: "FALAISE – CHAMBOIS", "AXEL", "BREDA" i "WILHELMSHAVEN"
- Medal „Za udział w wojnie obronnej 1939”
- Medal „Pro Patria” – 13 listopada 2012[6][7]
- Medal „Pro Bono Poloniae”
- Odznaka pamiątkowa 1 ppanc
- Odznaka pamiątkowa 10 BKPanc
- Krzyż Pamiątkowy 1 Dywizji Pancernej
- Kombatancki Krzyż Pamiątkowy „Zwycięzcom” – 6 czerwca 2013[8]
- Krzyż Złoty z Gwiazdą „Za zasługi dla ZŻWP” – 8 maja 2018[9]
- Krzyż Oficerski Orderu Legii Honorowej – 3 lutego 2020 Francja[10]
- Medal Obrony – Wielka Brytania